# Tinchy Stryder
Kwasi Danquah III (nascido em 14 de setembro de 1986) mais conhecido pelo seu pseudónimo de Tinchy Stryder ou Star in the Hood, é um cantor britânico de grime de origem ghanés. Stryder nasceu em Bow, a leste de Londres e frequentou a Escola Católica de São Boaventura, em Forest Gate, Newham. Mais tarde juntou-se a University of East London.
Tinchy Stryder obteve popularidade com a música "Take Me Back" que alcançou a terceira posição no UK Singles Chart em janeiro de 2009. Então ele lançou a canção "Number 1" com a colaboração do grupo N-Dubz, que entrou na parada do Reino Unido na primeira posição em 26 de abril de 2009. Mais tarde Stryder lançou "Never Leave You" com Amelle Berrabah do grupo Sugababes que tornou-se o segundo número de Stryder em 9 de agosto de 2009.

## Discografia
Solo
- 2007: Star in the Hood
- 2009: Catch 22
- 2010: Third Strike
- 2012: Full Tank

Mixtapes
- 2006: I'm Back U Know
- 2006: Lost and Found
- 2010: Before the Storm

Extended plays (EP)
- 2008: Cloud 9 The EP
- 2009: Star in the Hood EP Vol. 1
- 2009: Star in the Hood EP Vol. 2
- 2010: III EP
- 2011: The Wish List

com Roll Deep
- 2004: Creeper Volume 2
- 2002-2009: Street Anthems

com Ruff Sqwad
- 2005: Guns and Roses Volume. 1
- 2006: Guns and Roses Volume. 2
- 2012: Guns and Roses Volume. 3

com Maniac
- 2008: Tinchy Stryder vs. Maniac